# Palaeoheterodonta
Sous-classe
Ordres de rang inférieur
- Trigonioida Dall, 1889
- Unionoida Stoliczka, 1871

Les Palaeoheterodonta sont une sous-classe de mollusques bivalves. Cette sous-classe se compose de 2 ordres.

## Liste des ordres
Selon ITIS (24 févr. 2015) :
- ordre des Trigonioida Dall, 1889
  - famille des Trigoniidae Lamarck, 1819
- ordre des Unionoida Stoliczka, 1871
  - famille des Etheriidae Swainson, 1840
  - famille des Margaritiferidae Haas, 1940
  - famille des Mutelidae Swainson, 1840
  - famille des Unionidae Fleming, 1828